# Callionymus formosanus
Callionymus formosanus es una especie de peces de la familia Callionymidae en el orden de los Perciformes.

## Distribución geográfica
Se encuentra desde el sur del Japón hasta el Mar de la China Meridional.